# Rudolf III. od Valoisa
Rudolf III. (francuski Raoul; † 1038.) bio je francuski plemić te grof Valoisa od smrti svoga oca do vlastite smrti. Bio je drugi sin grofa Gautiera II. od Valoisa, koji je također bio grof Vexina i Amiensa. Rudolfova je majka bila Adela. Gautier je ostavio Vexin i Amiens Rudolfovom starijem bratu, Drogonu od Mantesa.
Rudolf je oženio Alisu (Alix) od Breteuila, gospu Nanteuil-le-Haudouina, koja mu je rodila Rudolfa IV. (Raoul) i Teobalda (Thibaud). Rudolf IV. je postao grof Valoisa, dok je Teobald dobio Nanteuil, postavši osnivač dinastije Crépy-Nanteuil. Rudolf III. je također podijelio dvorac Crépy na dva dijela, davši ih sinovima.
|  | Portal Francuske – Pristup člancima s tematikom o Francuskoj. |